# Hlevakha
Hlevakha (en ukrainien : Глеваха) est une commune urbaine de l'oblast de Kiev, en Ukraine. Sa population s'élevait à 8 742 habitants en 2021.

## Géographie
Hlevakha est située à 24 km au sud-ouest de Kiev. 

## Histoire
Le village de Hlevakha est fondée en XVe siècle. Il a le statut de commune urbaine depuis 1973. La base aérienne de Vassylkiv se trouve immédiatement au sud de l'agglomération.

## Population
Recensements (*) ou estimations de la population :
| 1979*  | 1989*  | 2001* | 2009  |
| ------ | ------ | ----- | ----- |
| 10 232 | 10 755 | 9 660 | 8 554 |

| 2010  | 2011  | 2012  | 2013  |
| ----- | ----- | ----- | ----- |
| 8 489 | 8 473 | 8 569 | 8 607 |

| 2021  | - | - | - |
| ----- | - | - | - |
| 8 742 | - | - | - |